# Анджей Опоровський
Анджей Опоровський (також Єнджей) гербу Сулима (бл. 1440–1483) — польський римо-католицький і державний діяч, дипломат; секретар королівський (1464–1479) і підканцлер коронний (1479–1483), адміністратор перемишльської дієцезії та перемишльський єпископ (1479–1480), куявсько-поморський єпископ (1480–1483).

## Життєпис
Народився близько 1440 року у сім'ї Пйотра з Опорува, воєводи ленчицького і, напевно, Пйотруши (Петруши), доньки генерального старости руського Пйотра (Петра) з Княгиничів і Харбіновиці. Мав братів Яна, воєводу бжесць-куявського та мазовецького, і Миколая, каштеляна бжесць-куявського, а також сестру Зофію — дружину Бартоломея Ґрущинського, каштеляна ґнєзненського і каліського.
1455 року розпочав навчання у Краківському університеті, у лютому 1458 року отримав ступінь бакалавра, у січні 1460 року отримав ступінь магістра мистецтв. Продовжив навчання у Болонському університеті, де отримав ступінь доктора обох прав 1462 року. Був там деякий час ректором нації ультрамонтанів (з країн, які знаходяться за горами Альпами, тобто не з Італії).

### Церковна кар'єра
Уже на початку своєї кар'єри Анджей Опоровський посідав різні церковні уряди. Був кустошем влоцлавським, каноніком краківським (1460), кантором (1463–1466) і каноніком (1466) влоцлавським, деканом ленчицьким (1464), каноніком ґнєзненським (1464) і плоцьким (1465), з 1465 року схоластиком краківським; архідияконом ґнєзненським (1466–1472) і каліським.
Після смерті Сцібора з Ґосьценьчиці 1470 року за підтримки Казимира Ягеллончика Анджей Опоровський був обраний капітулою плоцьким єпископом. В результаті втручання імператора Фрідріха III і папи Сікста IV не був допущений до посідання цього уряду, плоцьку дієцезію зрештою очолив мазовецький князь Казимир III Плоцький.
Папська булла 1471 року надала Опоровському провізію на єпископство вармінське, переводячи чинного тамтешнього єпископа Ніколауса фон Тюнгена на єпископство до Каменю-Поморському. Тюнген не виконав папського рішення та не схилився перед погрозами короля Казимира Ягелончика, що призвело до так званої «війни ксьондзів» (чи священників). Стани пруські на сеймі у Пйотркуві у березні 1472 року виступили проти призначення Опоровського Вармінським єпископом і підтримали Тюнгена, який опанував значну частину Вармії. Протягом усього цього часу король послідовно визнавав Опоровського єпископом. Наприкінці 1472 року Опоровський сам поїхав до Риму, де був висвячений на єпископа Вармінського. У березні 1473 року з'явився в Польщі, але не зміг зайняти єпископство, яке залишилося в руках конкурента. Зрештою, 1479 року Тюнген таки отримав Вармінське єпископство, а Анджей Опоровський залишився при королеві.
5 жовтня 1476 року на прохання короля був призначений папою Сікстом IV адміністратором апостольським перемишльської дієцезії, а 1 жовтня 1479 року папа надав Опоровському титул єпископа перемишльського. Після обрання Збіґнєва Олешніцького архієпископом ґнєзненським, наприкінці 1480 року король призначив Опоровського куявсько-поморським єпископом, 12 жовтня 1481 року це підтвердив папа. Проте, Анджей Опоровський був поглинутий державними справами, не займався ввіреною йому дієцезією та ніколи до неї не приїздив, тому поставив керувати нею свого прокуратора.

### Політична кар'єра
Анджей Опоровський розпочав свою політичну кар'єру у королівській канцелярії, напевно, одразу після повернення з навчання в Італії. 1464 року був уже секретарем королівським, був королівським послом до ґнєзненської капітули щодо обрання архієпископом Яна Ґрущинського. 1470 року їздив у посольство до великого магістра Тевтонського ордену Генріха Реффле фон Ріхтенберга.
1476 року супроводжував короля під час приєднання Сохачевської землі до корони, перебував на з'їзді станів пруських у Мальборку. У травні 1477 року був послом до саксонських князів, у 1476 і 1477 роках був послом до імператора Фрідріха, 1479 року брав участь у процесі укладання шлюбу королівської доньки Софії Ягеллонки з Фрідріхом Гогенцоллерном, сином Альбрехта III, маркграфом Бранденбург-Ансбаху у Франкфурті.
У середині 1479 року став підканцлером коронним, вперше на новому уряді згадується 30 серпня 1479 року, займав його до смерті. 9 жовтня 1479 року на з'їзді у Новому Корчині підканцлер був присутнім під час того, як великий магістр Тевтонського ордену Мартін Трухзес фон Ветцгаузен склав присягу вірності королю Казимиру Ягеллончику.
До половини 1480 року перебував у Польщі, пізніше до 1483 року постійно перебував разом із королем у Литві, де керував роботою королівської канцелярії, до Польщі приїздив лише декілька разів на короткий час.
Помер у литовському Меречу між 25 квітня та 7 травня 1483 року. Згідно з його бажанням, похований був у Катедральній базиліці Успіння Пресвятої Діви Марії у Влоцлавеку, у пресбітерію перед великим алтарем.
Перед смертю склав заповіт, за яким надав 1000 дукатів на будівництво каплиці у катедральному соборі у Влоцлавеку та обдарування вівтаря святих Фабіана і Себастьяна, 1000 дукатів він віддав королю, а решту грошей і речей роздав родині, друзям, слугам та бідним. Він записав 200 гривень на церкву в Опоруві, щоб закінчити каплицю, і віддав їй свою бібліотеку. Майно, успадковане від батька як заставу королівських земель, тобто замок Крушвиця та міста: Крушвиця, Ґембиці, Скульськ з селами були поділені між братом Яном і племінником Анджеєм Опоровським, пізніше воєводою ленчицьким.